# Juliette Lind
Juliette Lind, född 26 oktober 1885 i Stockholm, död 12 april 1969 i Lissabon, Portugal, var en svensk operettsångare och skådespelare, senare ambassadörsfru, gift med Jack Stewart.
Lind var verksam på Kristallsalongen 1912–1917 samt från 1918 på Mosebacketeatern. 1919 var hon primadonna i Karin Swanströms landsortsversion av Svasse Bergqvist-revyn Blått-Blått. Lind hade även en internationell karriär och framträdde på varietéer i bland annat Hamburg, Berlin och Helsingfors. På äldre dagar var hon bosatt i Portugal.

## Filmografi
- 1916 – Hennes kungliga höghet

## Teater

### Roller
| År   | Roll | Produktion                                                           | Regi         | Teater           |
| ---- | ---- | -------------------------------------------------------------------- | ------------ | ---------------- |
| 1915 |      | Restaurant Pumpen, eller Tjocka Berthas bröllop, revy Emil Norlander | Emil Adami   | Kristallsalongen |
| 1918 |      | Filmkungen, eller Klockan 8 börjar revolutionen, revy Emil Norlander | Axel Hultman | Kristallsalongen |